# Straight Outta Compton
| 평가 점수                     | 평가 점수 |
| 출처                          | 점수      |
| ----------------------------- | --------- |
| AllMusic                      | [ 3 ]     |
| Blender                       | [ 4 ]     |
| Mojo                          | [ 5 ]     |
| Pitchfork                     | 9.7/10    |
| Q                             | [ 7 ]     |
| Rolling Stone                 | [ 8 ]     |
| The Rolling Stone Album Guide | [ 9 ]     |
| The Source                    | [ 10 ]    |
| Spin Alternative Record Guide | 10/10     |
| Uncut                         | [ 12 ]    |

《Straight Outta Compton》은 미국의 힙합 그룹 N.W.A의 데뷔 스튜디오 음반으로, 1989년 1월 25일, 프라이오리티와 루슬레스 레코드를 통해 발매되었다. 이 음반은 N.W.A 멤버 닥터 드레, DJ 옐라, 아라비안 프린스가 프로듀싱했으며, 가사는 그룹의 다른 멤버 Eazy-E, 아이스 큐브, MC 렌과 함께 루슬레스 소속 래퍼이자 N.W.A 관련자인 The D.O.C.가 집필했다. 콤프턴의 거리 폭력을 묘사하는 것 이상으로, 가사는 동료들과 심지어 경찰까지 공격하여 그것을 주도하겠다고 반복적으로 위협한다. 수록곡 〈Fuck tha Police〉는 FBI 요원의 경고 서한을 불러왔고, 이는 N.W.A의 악명에 일조했으며, 이후 N.W.A는 스스로를 "세계에서 가장 위험한 그룹"이라고 불렀다.
1989년 7월, 로스앤젤레스 지역을 넘어서는 희소한 라디오 방송에도 불구하고, 《Straight Outta Compton》은 100만 장의 판매고를 올려 플래티넘 인증을 받은 최초의 갱스터 랩 음반이 되었다. 그해 이 음반은 《빌보드》의 R&B/힙합 음반 차트에서 9위, 빌보드 200에서 37위에 올랐다. 상당한 언론 보도를 받은 이 음반은 힙합의 하드코어 갱스터 랩으로의 움직임을 촉발했다. 비록 처음에는 평론가들로부터 엇갈린 평가를 받았지만, 현재는 힙합 음악 및 전체 음악사에서 가장 위대하고 영향력 있는 음반 중 하나로 널리 간주되고 있다.
2002년 9월, 《Straight Outta Compton》은 4개의 보너스 트랙과 함께 재발매되었다. 음반 발매 20주년을 앞둔 거의 2년 후인 2007년 12월, 《Straight Outta Compton》은 4곡의 "트리뷰트 리믹스"와 〈Compton's n the House〉 라이브 버전을 보너스 트랙으로 포함하여 다시 한 번 재발매되었다. 2015년, 붉은색 카세트 테이프로 음반이 재발매된 이후, 전기 영화 《스트레이트 아웃 오브 컴턴》의 극장 개봉은 음반 판매를 다시 활성화시켰으며, 그 해 말까지 음반은 트리플 플래티넘 인증을 받았다. 2016년, 이 음반은 최초로 그래미 명예의 전당에 헌액된 랩 음반이 되었다. 이듬해, 미국 의회도서관은 《Straight Outta Compton》을 "문화적, 역사적, 혹은 미학적으로 중요한" 작품으로 평가하며 내셔널 레코딩 레지스트리에 보존 대상으로 선정하였다.

## 배경
1980년대 대부분 동안 힙합의 발상지인 뉴욕은 랩 장르의 지배적인 무대로 남아 있었다. 로스앤젤레스군은 그 다음이었다. 1988년까지 로스앤젤레스 힙합 무대는 힙합의 댄스와 파티의 기원을 더 많이 유지하면서, 힙합의 중심 인물로서 DJ들과 DJ 크루들을 우선시했다. 그 당시 유행하던 스타일은 일렉트로 랩과 "펑크 합"이었는데, 이는 뉴욕 기반의 1982년 히트곡 〈Planet Rock〉과 비슷했다. 대조적으로, 이스트코스트 힙합은 Run-D.M.C.의 1984년 동명 음반의 성공 이후, 가사 작가 (또는 "MC")를 우선시하는 방향으로 나아갔다.
1980년대가 계속되면서, 일렉트로 랩 음악 위에 가사를 녹음하는 것이 점점 더 인기를 끌게 되었다. 닥터 드레와 DJ 옐라가 포함된 월드 클래스 레킹 크루는 메이저 음반사에서 발매된 웨스트코스트 최초의 랩 음반을 발표했다. LA에서 떠오르던 가사 작가들 중에는 아이스-T도 있었다. 필라델피아 래퍼 스쿨리 D의 1985년 싱글 〈P.S.K. What Does It Mean?〉에서 영감을 받은 아이스-T는 1986년에 〈6 in the Mornin'〉을 발매했다. 이 곡은 로스앤젤레스 무대의 관심을 일렉트로 랩에서 끌어내기 시작했고, 골드 판매를 기록했으며, 나중에 "갱스터 랩"이라 불리게 된 새로운 랩 하위 장르의 시작을 알렸다.
1987년, 켈리 파크 콤프턴 크립 소속인 에릭 라이트는 콤프턴에 기반을 둔 독립 음반사 루슬레스 레코드를 설립했다. 마약 거래를 통해 라이트는 닥터 드레와 아라비안 프린스와 친분을 쌓았는데, 이들은 지역에서 성공한 레코드 프로듀서이자 녹음 아티스트였지만 로열티를 받기 위해 고군분투하고 있었다. 라이트는 사우스 센트럴 로스앤젤레스 출신 래퍼 아이스 큐브를, 당시 랩 그룹 C.I.A.의 멤버였던 그를 고스트라이터로 영입하고, 닥터 드레와 협업하여 레이블을 위한 곡을 쓰도록 지시했다. 그 결과 탄생한 곡이 〈Boyz-n-the-Hood〉였다. 이 곡은 원래 루슬레스 레코드와 계약된 뉴욕 기반 그룹이 공연할 예정이었으나, 해당 그룹이 곡을 거절하자 라이트는 예명 Eazy-E를 사용하고 직접 랩을 수행했다. N.W.A라는 이름으로 발매된 〈Boyz-n-the-Hood〉는 지역에서 히트했으며, 비록 스쿨리 D의 〈P.S.K.〉 싱글과 비슷하게 들린다는 비판과, 춤추기에는 템포가 너무 느리다는 평가가 있었지만 성공을 거두었다.
아이스-T의 모델을 확장하면서, N.W.A는 갱스터 랩에 "과장된 거리 생활 묘사, 권위에 대한 전투적 저항, 그리고 노골적인 성차별적 폭력"이라는 특징적인 스타일을 부여하였다. N.W.A는 또한 지역 방송국인 KDAY와 같은 곳에 라디오용 편집본을 제공하여 라디오 재생을 확보하려고 노력하였다. 이러한 노력에도 불구하고, N.W.A의 전국 데뷔 음반인 《Straight Outta Compton》은 사실상 라디오에서 재생되지 않았다. 그럼에도 불구하고, 이 음반은 큰 성공을 거두어 100만 장이 판매되었고, 갱스터 랩 음반으로는 처음으로 플래티넘 인증을 받았다. 멀리서라도 랩 팬들이 콤프턴과 사우스 센트럴에 대해 더 많은 것을 요구하자, 콤프턴의 콤프턴스 모스트 원티드의 MC 에잇과 같은 지역 래퍼들이 이에 부응하였다. 로스앤젤레스의 랩 씬은 빠르게 파티 랩에서 하드코어 랩으로 이동하였다.
세계 무대에서 N.W.A는 갱스터 랩의 아이콘으로 군림하였다. 그룹의 상스러운 언어와 끊임없이 폭력적인 가사는 법 집행 기관과 기타 단체들로부터 반발을 불러왔다. FBI 요원은 음반사에 경고 서한을 보냈고, MTV는 〈Straight Outta Compton〉 뮤직 비디오를 금지하였으며, 일부 공연장은 N.W.A 공연을 금지했고, 일부 경찰관들은 다른 곳에서 열리는 N.W.A 공연의 경비 업무를 거부하기도 하였다. 이러한 논란은 N.W.A의 반체제적 이미지를 더욱 강화시키는 역할을 하였고, 이후 래퍼들은 이를 자신들의 트랙에서 직접 강조하였다.
《슬랜트 매거진》은 《Straight Outta Compton》을 이스트코스트-웨스트코스트 힙합 경쟁의 기초를 놓은 음반으로 평가하며, 이 음반을 "뉴욕의 섬터 요새에 웨스트코스트가 발포한 사건으로, 1990년대 문화에서 가장 큰 내전이 될 사건"으로 묘사하였다.

## 제작
이 음반은 캘리포니아주 토런스에 있는 오디오 어치브먼츠 스튜디오에서 12,000달러를 들여 녹음 및 제작되었다. 닥터 드레는 1993년 인터뷰에서 "우리가 트렁크에서 팔 수 있는 무언가를 만들기 위해 6주 만에 그것을 엉성하게 만들어냈다"고 회상하였다.
제리 헬러의 책에 회상된 사건에서, 1988년 그룹이 스튜디오 밖에 서 있을 때 경찰이 다가와 아무 설명 없이 무릎을 꿇고 신분증을 보여 달라고 요구하였다. 이 경험에 분노한 아이스 큐브는 이후 〈Fuck tha Police〉가 될 가사를 쓰기 시작하였다. 처음에는 교통법 위반으로 주말마다 여전히 감옥에 있는 닥터 드레는 〈Fuck tha Police〉를 하고 싶어하지 않았으나, 그 형기가 끝나면서 그 꺼림칙함은 사라졌다.

## 곡 목록
| #   | 제목                               | 작사·작곡                      | 재생 시간 |
| --- | ---------------------------------- | ------------------------------ | --------- |
| 1.  | 〈Straight Outta Compton〉         | 아이스 큐브, MC 렌, The D.O.C. | 4:18      |
| 2.  | 〈Fuck tha Police〉                | 아이스 큐브, MC 렌             | 5:44      |
| 3.  | 〈Gangsta Gangsta〉                | 아이스 큐브, MC 렌             | 5:36      |
| 4.  | 〈If It Ain't Ruff〉               | MC 렌                          | 3:34      |
| 5.  | 〈Parental Discretion Iz Advised〉 | 아이스 큐브, The D.O.C., MC 렌 | 5:15      |
| 6.  | 〈8 Ball (Remix)〉                 | 아이스 큐브                    | 4:52      |
| 7.  | 〈Something Like That〉            | MC 렌                          | 3:35      |
| 8.  | 〈Express Yourself〉               | 아이스 큐브, MC 렌             | 4:52      |
| 9.  | 〈Compton's N the House (Remix)〉  | Eazy-E                         | 5:20      |
| 10. | 〈I Ain't Tha 1〉                  | 아이스 큐브                    | 4:54      |
| 11. | 〈Dopeman (Remix)〉                | 아이스 큐브                    | 5:20      |
| 12. | 〈Quiet on tha Set〉               | MC 렌                          | 3:59      |
| 13. | 〈Something 2 Dance 2〉            | 아라비안 프린스                | 3:24      |

## 인증
| 국가                                                            | 인증        | 판매량/출하량 |
| --------------------------------------------------------------- | ----------- | ------------- |
| 영국 (BPI)                                                      | 플래티넘    | 300,000       |
| 미국 (RIAA)                                                     | 3× 플래티넘 | 3,000,000^    |
| ^출하량을 기반으로 한 인증 · 판매량+스트리밍을 기반으로 한 인증 |             |               |